# Nepticulidae
Nepticules
Famille

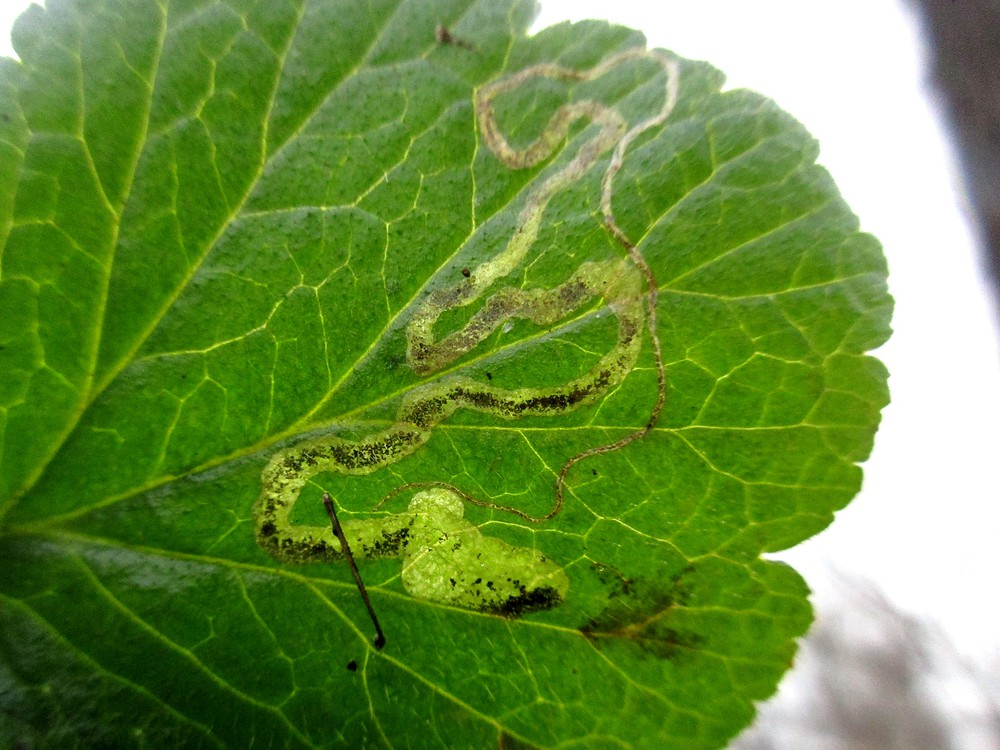
La chenille de la mineuse des ronces creuse une mine qui s'élargit avec la croissance de la larve. Elle laisse derrière elle des trainées d'excréments sous forme de pelotes fécales foncées.

Les nepticules (Nepticulidae, du latin nepticula, « petite fille chérie ») sont une famille d'insectes de l'ordre des lépidoptères (papillons). Elle renferme les plus petits Lépidoptères connus puisque, parmi les espèces ayant une envergure moyenne égale ou inférieure à 5 mm, certaines ne dépassent pas 1,5 mm de longueur. La majorité des chenilles des 850 espèces vivent en mineuses dans l'épaisseur des feuilles, en particulier de divers arbres comme le chêne, le hêtre, l'érable, l'orme. Elles se chrysalident dans un léger cocon à l'extérieur de la mine.
« L’histoire évolutive de la famille des Nepticulidés remonte à l’ère secondaire vers le milieu du Crétacé. Ainsi, par exemple, on a trouvé un fossile très bien conservé (- 97Ma) d’une feuille d’érable de la lignée du sycomore actuel avec une mine très typique et proche de celle des espèces actuelles du genre Ectoedemia… Leur association alimentaire avec les plantes à fleurs soulève la question d’une éventuelle coévolution en parallèle de celles-ci. En effet, les premières lignées d’angiospermes se différencient entre – 110 et – 90 Ma ; mais les reconstitutions suggèrent que la lignée des Nepticulidés a émergé nettement en amont et s’est donc adaptée à cette nouvelle source de nourriture considérable qui offrait des tissus végétaux plus tendres et plus appétents que ceux des conifères ou des cycas qui prédominaient auparavant ».

## Liste des sous-familles et des genres
D'après Tree of Life Web Project (10 février 2019) :
- sous-famille Pectinivalvinae
  - genre Roscidotoga
  - genre Pectinivalva
- sous-famille Nepticulinae
  - genre Acalyptris
  - genre Areticulata
  - genre Bohemannia
  - genre Ectoedemia
  - genre Enteucha
  - genre Parafomaria
  - genre Simplimorpha
  - genre Stigmella
  - genre Trifurcula
  - genre Varius

## Publication originale
- Stainton, H. T, (Henry Tibbats) 1822-1892, Insecta britannica. [vol. III] Lepidoptera: Tineina (œuvre littéraire), Inconnu, Londres, 1854, [lire en ligne].